# Wilfrid Nkaya
Wilfrid Nkaya (Brazzaville, 17 de septiembre de 1999) es un futbolista congoleño que juega en la demarcación de delantero para el TP Mazembe de la Linafoot.

## Selección nacional
Hizo su debut con la selección de fútbol de la República del Congo en un partido amistoso contra Níger que finalizó con un resultado de 0-1 tras el gol de Guy Mbenza.

## Clubes
| Club             | País                            | Año       | Partidos | Goles |
| ---------------- | ------------------------------- | --------- | -------- | ----- |
| CARA Brazzaville | República del Congo             | 2017-2018 | 2        | 0     |
| Diables Noirs    | República del Congo             | 2018-2019 | 2        | 0     |
| AS Otôho         | República del Congo             | 2019-2022 | 13       | 2     |
| TP Mazembe       | República Democrática del Congo | 2022-     | 2        | 0     |